# Brighton Rock
A Brighton Rock az első dal a brit Queen együttes 1974-es Sheer Heart Attack albumról. A szerzője Brian May gitáros volt. Főleg hosszú, koncerteken kilencpercesre nyúló gitárszólójáról, és az abban alkalmazott visszhang effektekről vált híressé.

## Áttekintés
May már 1973-ban megírta, mégsem tudták felvenni a Queen II-re. A címe egy szójátékot sejtet, a brighton rock egy hosszú, hengeres cukorka (Graham Greene ugyanezen a címen írt regényt). Bár a szerzője alapvetően May volt, valamennyi szabadságot kapott a többi tag is a saját terén, főleg, mivel May az album felvételei alatt betegszabadságon volt. Az első felvételi üléseit még 1973 augusztusában, a Trident stúdióban tartották, majd 1974 július/augusztusában vették fel az alapokat a Rockfield stúdióban, a vokálokat pedig a Wessex stúdióban.
Két szerelmes történetét meséli el, akik Brightonban töltik a szabadságukat, ahol a bevezető hangokból ítélve valószínűleg vásárt, vagy búcsút tartanak. A lányt Jennynek hívják, ő azért aggódik, hogy az anyja meg ne tudja, mit csinál a szabadnapja alatt, a fiú, Jimmy pedig megpróbálja felhőtlenül élvezni az együtt töltött időt. A lány hangját Mercury falzettben énekli, majd egészen rövid idő alatt vált át megszakítás nélkül normál énekre.
A bevezető vásári zsivajban halkan hallható egy tradicionális angol népdal, az I do like to be beside the seaside dúdolása. Ez utalás az előző albumukra, a Queen II-re, annak a legutolsó dala, a Seven Seas of Rhye ezzel a dallammal halkul el.
A dal híres szólórészének alapjai egészen az 1960-as évek végén keletkeztek, amikor May még a Smile együttesben gitározott. Először a Smile Blag című dalában jelent meg rövid formában (amely később az 1982-es Gettin’ Smile és 1998-as Ghost of a Smile retrospektív kiadásokon is megjelent), majd az 1970-es években a Son and Daughter című Queen dalba került. Bár a dal rövid formában, a szóló nélkül került fel a Queen albumra, a koncerteken már a hosszú dal közepi szólóval játszották. 1974-ben a Son and Daughterből is felvettek egy verziót a BBC rádióban, ez tartalmazta a szólót, így egészen 7 percesre nyúlt az eredeti 3 és fél perc helyett. Ez a verzió megjelent az 1989-es At the Beeb albumon.
May többszörösen visszhangoztatta a gitár hangját, egyfajta kánont hozva létre: amit a bal csatornán játszott, az kis késéssel a jobb csatornán hallatszott. Egy interjújában utalt rá, hogy Jimi Hendrix gitárjátéka befolyásolta a keletkezését:
Elég sok Hendrixet hallgattam abban az időben, és szeretném azt hinni, hogy kis részben ez is fejlesztette a stílusomat. Különösen a szólót a közepén, amit a Mott the Hoople turnén is játszottam, és ami fokozatosan kiterjedt, és azóta is egyre hosszabb.
A Fastbacks Seattle-i hardcore punk együttes játszotta a koncertjein, a verziójuk meg is jelent az 1990-es Bike-Toy-Clock-Gift koncertalbumukon.

## Fogadtatás
A kritikusok rendszerint dicsérték a dalt, és az album egyik csúcspontjának tartották. A Daily Vault írása szerint az együttes védjegyének tekinthető vokálharmóniák és a Rush-féle instrumentális közjáték ötvözete. Az AllMusic kritikusa elismerte a dalt (az album "gyilkos" nyitószámának nevezte), a kiegyensúlyozott pop édesség és hard rock izmozás keverékeként jellemezte, a felvételen hallható gitárjátékot pedig May meghatározó hangzásának tartotta. Ezzel szemben a New Musical Express kritikusa nem kedvelte meg túlzottan, bár ennek ellenére elismerte, hogy maradandó élményt nyújt a hallgatónak. A BBC kritikusa szerint a dal jó példája az effektpedál használatának. A Guitar World magazin  olvasói a „100 legnagyobb gitárszóló” listájukon a 41. helyre sorolták a dalban szereplő gitárszólót.

## Élőben
A dal fontos darabja volt a Queen koncerteknek. A szólórésze már a korai 1970-es években is elhangzott a Son and Doughter részeként, majd 1977-től maga a Brighton Rock is egyre sűrűbben elhangzott. May nem egyszerűsítette le a szólót, minden részletét élőben játszotta, a stúdióverzióban egy fő gitárdallam hallható, és egy visszhangoztatott, élőben viszont a fő dallamot két különböző idejű visszhang kísérte:
Amikor felvettük a Brighton Rockot, a stúdióban csak egy Echoplexet alkalmaztam a szólóban, de mikor élőben játszottuk, hozzá kellett adnom egy másik Echoplexet. – Brian May
Maga a szóló volt az együttes koncertjeinek legspontánabb része. May sosem játszotta kétszer ugyanúgy, és bár elmondása szerint sosem szeretett improvizálni, a szóló alatt mégis megpróbálkozott vele. Előfordult, hogy más dalokkal fűzték egybe, mint például a The Prophet’s Songgal, vagy a Now I’m Here-vel, az évek folyamán pedig rengeteget bővült.
A hetvenes években egy időre kiegészült egy Taylor által játszott dob-, esetenként üstdob szólóval, ilyen változat került fel az 1979-es Live Killers albumon is, mintegy 12 perces hosszúságban. 1980 és 1981 között a Keep Yourself Alive közepén hangzott el, végül az 1980-as évekre elhagyva minden kíséretet egészen kilenc percesre duzzadt.
Felkerült az 1992-es Live at Wembley ’86 koncertalbumra és a Live at Wembley Stadium DVD-re.

## Közreműködők
- Ének: Freddie Mercury
- Háttérvokál: Freddie Mercury, Brian May, Roger Taylor

Hangszerek:
- Roger Taylor: Ludwig dobfelszerelés
- John Deacon: Fender Precision Bass
- Brian May: Red Special